# Laser à fluorure d'argon
Un laser à fluorure d'argon, ou laser ArF, est un type particulier de laser à excimère (plus exactement, ici, de laser à exciplexe).

## Principe de fonctionnement
Ce type de laser produit un rayonnement électromagnétique cohérent par dissociation d'un complexe excité ArF* de fluor et d'argon formé en absorbant de l'énergie d'une source extérieure :
2 Ar + F2 + énergie → 2 ArF*
ArF* → ArF + hν à 193 nm
2 ArF → 2 Ar + F2
Le complexe ArF* n'est stable qu'à l'état excité (c'est le sens du mot exciplexe) et se dissocie immédiatement en argon et fluor dès qu'il est retombé à son état fondamental, après émission de photons correspondant à la transition énergétique, à savoir un rayonnement électromagnétique à 193 nm de longueur d'onde, c'est-à-dire dans l'ultraviolet.

## Applications
Les lasers ArF sont susceptibles de détrôner les lasers KrF pour les applications nécessitant d'atteindre des dimensions encore plus petites, notamment dans le cadre de procédés de photolithographie pour l'industrie des semiconducteurs (gravure de circuits intégrés avec des traits nanométriques).